# Karl Del’Haye
Karl Del’Haye (ur. 18 sierpnia 1955 w Akwizgranie) – niemiecki piłkarz. Występował na pozycji pomocnika.

## Kariera klubowa
Del’Haye zawodową karierę rozpoczynał w trzecioligowej Alemannii Akwizgran. W 1974 roku trafił do pierwszoligowej Borussii Mönchengladbach. Debiut w Bundeslidze zaliczył 10 września 1974 w wygranym 3:1 pojedynku z Tennis Borussią Berlin. W sezonie 1974/1975 rozegrał 4 ligowe spotkania, a także wywalczył z klubem mistrzostwo Niemiec i Puchar UEFA. Rok później ponownie zdobył z Borussią mistrzostwo Niemiec. 11 września 1976 w wygranym 3:1 spotkaniu z Werderem Brema strzelił pierwszego gola w Bundeslidze. Na koniec sezonu 1976/1977 po raz trzeci z rzędu sięgnął z zespołem po mistrzostwo Niemiec. Dotarł z nim także do finału Pucharu Mistrzów, w którym jego zespół uległ 1:3 angielskiemu Liverpoolowi. W 1979 po drugi raz zdobył z klubem Puchar UEFA, a w 1980 Borussia przegrała z tych rozgrywek z Eintrachtem Frankfurt.
Latem 1980 roku Del’Haye przeszedł do innego pierwszoligowego zespołu – Bayernu Monachium. W barwach nowego klubu zadebiutował 16 sierpnia 1980 w wygranym 3:0 ligowym pojedynku z Karlsruher SC. W sezonie 1980/1981 wywalczył z Bayernem mistrzostwo Niemiec. Rok później zdobył z nim Pucharu Niemiec. W 1984 drugi raz wygrał z zespołem Puchar Niemiec, a w 1985 zwyciężył z nim w rozgrywkach Bundesligi.
W 1985 roku odszedł do również pierwszoligowej Fortuny Düsseldorf. W ciągu dwóch sezonów zagrał tam w 23 ligowych meczach. Po sezonie 1986/1987, w którym spadł z Fortuną do 2. Bundesligi, postanowił odejść do Alemannii Akwizgran (Regionalliga), gdzie w 1989 zakończył karierę.
| Sezon   | Klub                     | Kraj   | Rozgrywki  | Mecze | Bramki |
| ------- | ------------------------ | ------ | ---------- | ----- | ------ |
| 1974/75 | Borussia Mönchengladbach | Niemcy | Bundesliga | 4     | 0      |
| 1975/76 | Borussia Mönchengladbach | Niemcy | Bundesliga | 2     | 0      |
| 1976/77 | Borussia Mönchengladbach | Niemcy | Bundesliga | 16    | 1      |
| 1977/78 | Borussia Mönchengladbach | Niemcy | Bundesliga | 22    | 6      |
| 1978/79 | Borussia Mönchengladbach | Niemcy | Bundesliga | 15    | 3      |
| 1979/80 | Borussia Mönchengladbach | Niemcy | Bundesliga | 28    | 4      |
| 1980/81 | Bayern Monachium         | Niemcy | Bundesliga | 13    | 1      |
| 1981/82 | Bayern Monachium         | Niemcy | Bundesliga | 8     | 0      |
| 1982/83 | Bayern Monachium         | Niemcy | Bundesliga | 31    | 3      |
| 1983/84 | Bayern Monachium         | Niemcy | Bundesliga | 22    | 3      |
| 1984/85 | Bayern Monachium         | Niemcy | Bundesliga | 0     | 0      |
| 1985/86 | Fortuna Düsseldorf       | Niemcy | Bundesliga | 14    | 0      |
| 1986/87 | Fortuna Düsseldorf       | Niemcy | Bundesliga | 9     | 0      |

## Kariera reprezentacyjna
W reprezentacji Niemiec Del’Haye zadebiutował 2 kwietnia 1980 w wygranym 1:0 towarzyskim meczu z Austrią. W 1980 roku został powołany do kadry na Mistrzostwach Europy. Na tym turnieju zagrał w meczu fazy grupowej przeciwko Grecji (0:0), a Niemcy zostały ostatecznie zwycięzcą tego turnieju.